# 诹访原宽幸
诹访原宽幸（1969年—）是日本茨城县出生的商业插画师，擅长刻画历史人物。

## 人物简介
诹访原宽幸是日本当代著名插画师，其笔下作品多以刻画三国时代、战国时代等历史人物为主。此外，还担任各类庆典活动、书籍、游戏的人物设计工作。诹访原宽幸曾多次为日本光荣（KOEI）公司旗下游戏作品《真·三国无双》系列、《战国无双》系列进行人物设计。其独特的画风受到广大玩家好评，被誉为“武将插画最杰出绘师”。

## 代表作品

### 游戏
- 真·三国无双
- 真·三国无双2
- 真·三国无双3
- 真·三国无双4
- 战国无双
- 战国无双2
- 战国无双2：猛将传
- 决战II
- 决战III
- 三国志战记
- 信长之野望Online
- 信长之野望Online2
- 真·三国无双Online
- 无双大蛇
- 真·三国无双：联合突袭
- 三国志Ⅸ片头、片尾插画
- 战国KIZUNA
- 战国KIZUNAⅡ第2阵：红之修罗

### 画集
- 诹访原宽幸作品集 REBIRTH ~再诞~
- 诹访原宽幸游戏插画集 武魂
- 真·三国无双 十周年资料全集